# Écurie Godolphin
L'écurie Godolphin est une écurie de chevaux de course participant aux courses hippiques de plat. Par ses effectifs, ses résultats et sa puissance financière, elle est la plus grande écurie de courses du monde.

## Historique

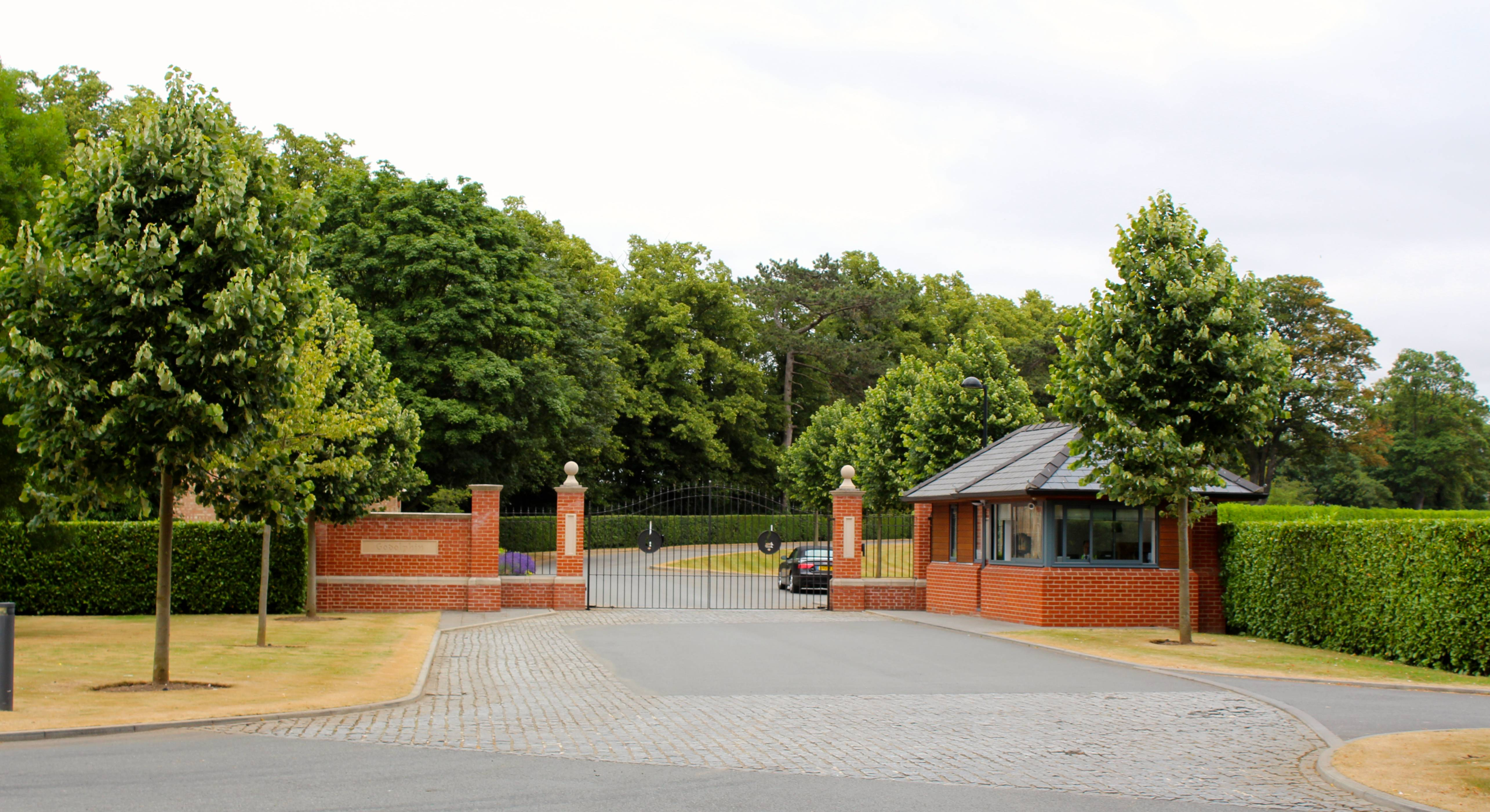
Godolphin Stables, à Newmarker

Créée en 1994, l'écurie doit son nom à Godolphin Arabian, un cheval à l'origine de la plupart des pur-sang modernes. Basée à Dubaï et à Newmarket en Angleterre, elle a connu un succès fulgurant. C'est Maktoum ben Rachid Al Maktoum, qui lance l'écurie pour regrouper les intérêts des différentes écuries de la famille régnante de l'émirat de Dubaï, les Maktoum. Pour assurer la réussite de l'écurie, il n'hésite pas à mettre des moyens considérables pour obtenir les meilleurs chevaux. De plus, il développe les courses à Dubaï en créant l'hippodrome de Nad al Sheba et en offrant des allocations de course exceptionnelles afin d'attirer les meilleurs pur-sang de la planète.
Grâce à ces efforts financiers considérables, le succès est au rendez-vous : en 10 ans, l'écurie remporte plus d'une centaine de courses de Groupe 1, dans 11 pays. Depuis la mort de Maktoum ben Rachid Al Maktoum, c'est son frère et successeur l'émir Mohammad ben Rached Al-Maktoum qui s'occupe de l'écurie. En 2019, la victoire de Castle Lady dans la Poule d'Essai des Pouliches constitue la 300e victoire de l'écurie au niveau Groupe 1. En 2023, l'Américaine Pretty Mischievous porte ce total à 400 en remportant les Acorn Stakes.
Godolphin confie ses chevaux à une cinquantaine d'entraîneurs dans le monde. Parmi les principaux, Saeed bin Suroor dirige l'entraînement d'un contingent basé à Dubaï et à Newmarket, Charlie Appleby dirige l'entraînement des chevaux basés à Newmarket, les chevaux entraînés en France sont pour la plupart confiés à André Fabre, aux États-Unis ils sont dispersés chez Bob Baffert et Kiaran McLaughlin, en Australie Jim Cummings est l'entraîneur attitré de la casaque. Mahmood Al Zarooni était l'un des principaux entraîneurs de l'écurie jusqu'en 2013, quand une affaire de dopage aux stéroïdes lui vaut une suspension de huit ans et son remplacement par Charlie Appleby.
Le crack-jockey italien Lanfranco Dettori a longtemps été le premier jockey de Godolphin, jusqu'en 2012. Depuis, les Britanniques William Buick et James Doyle (premier et deuxième jockeys de l'écurie), le Brésilien Silvestre de Sousa, le Français Mickaël Barzalona et l'Irlandais Oisin Murphy se partagent les montes.

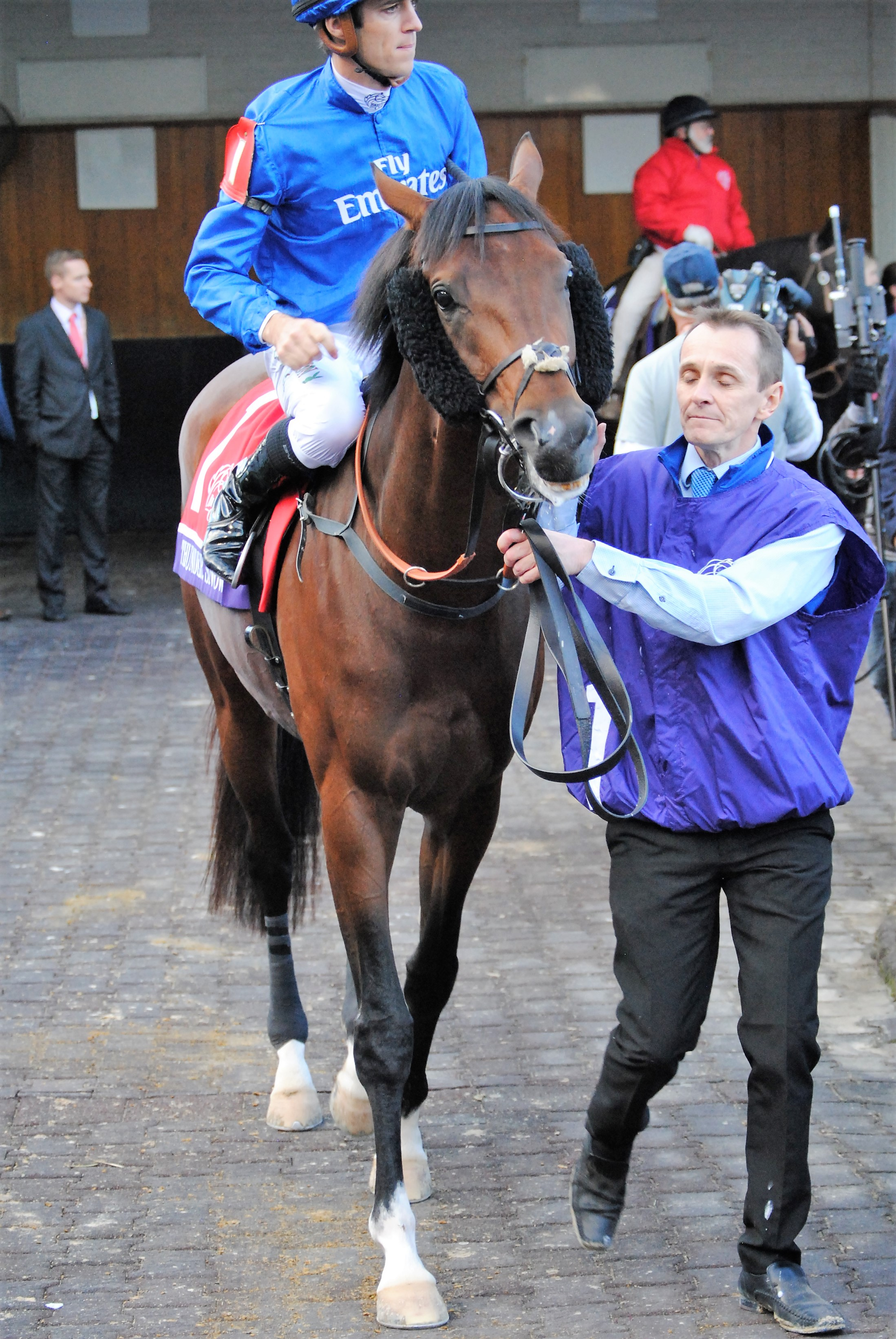
Thunder Snow

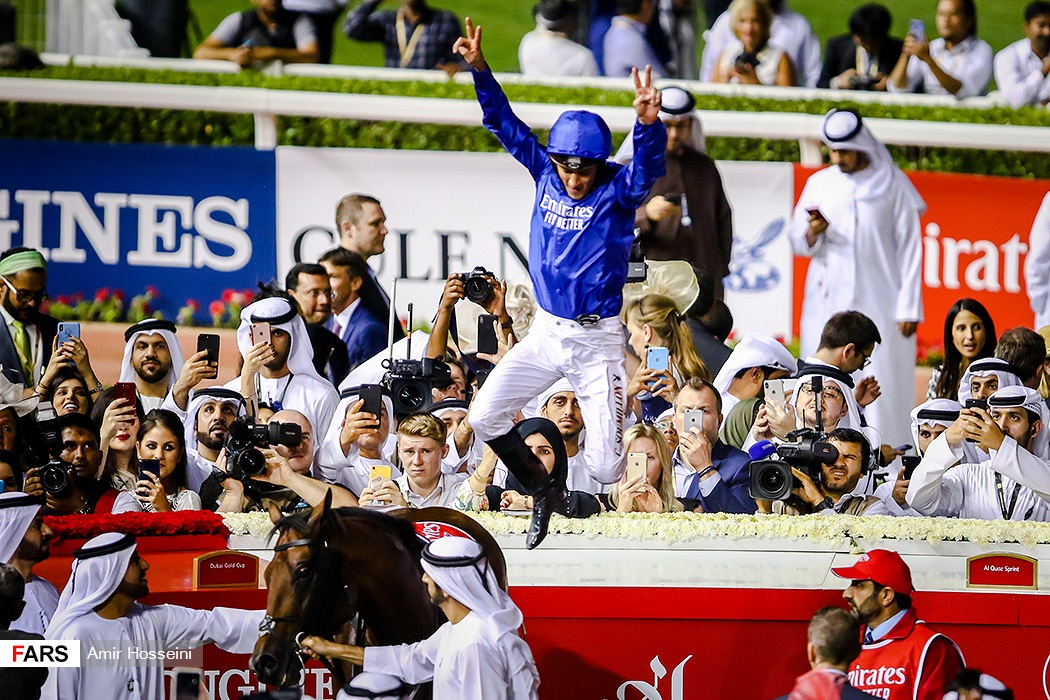
Frankie Dettori sous la casaque Godolphin

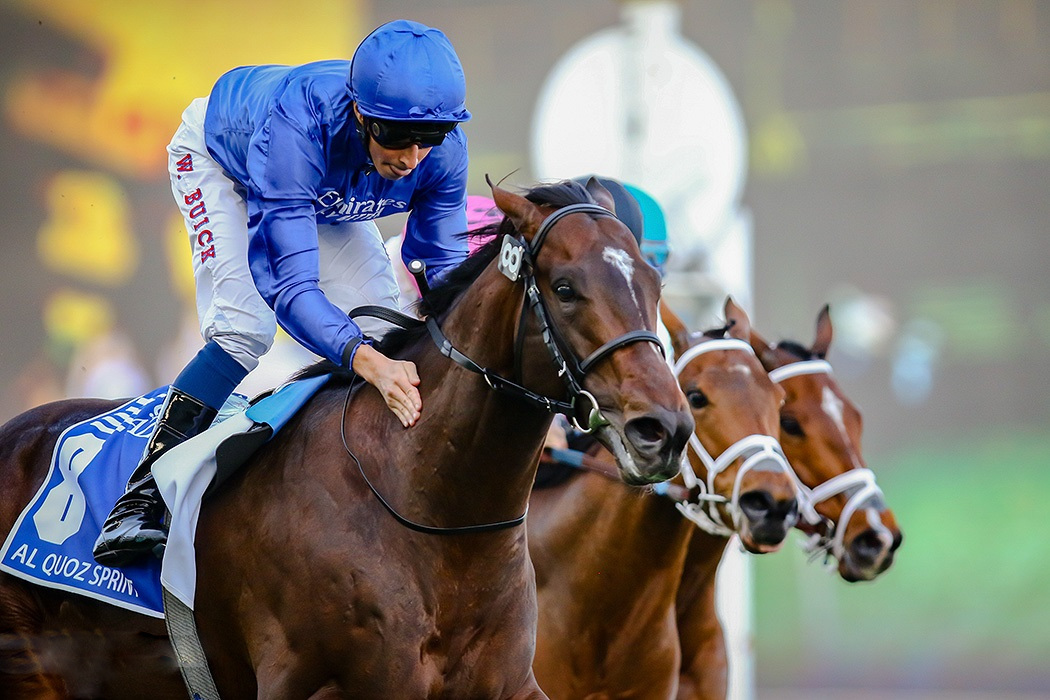
Blue Point

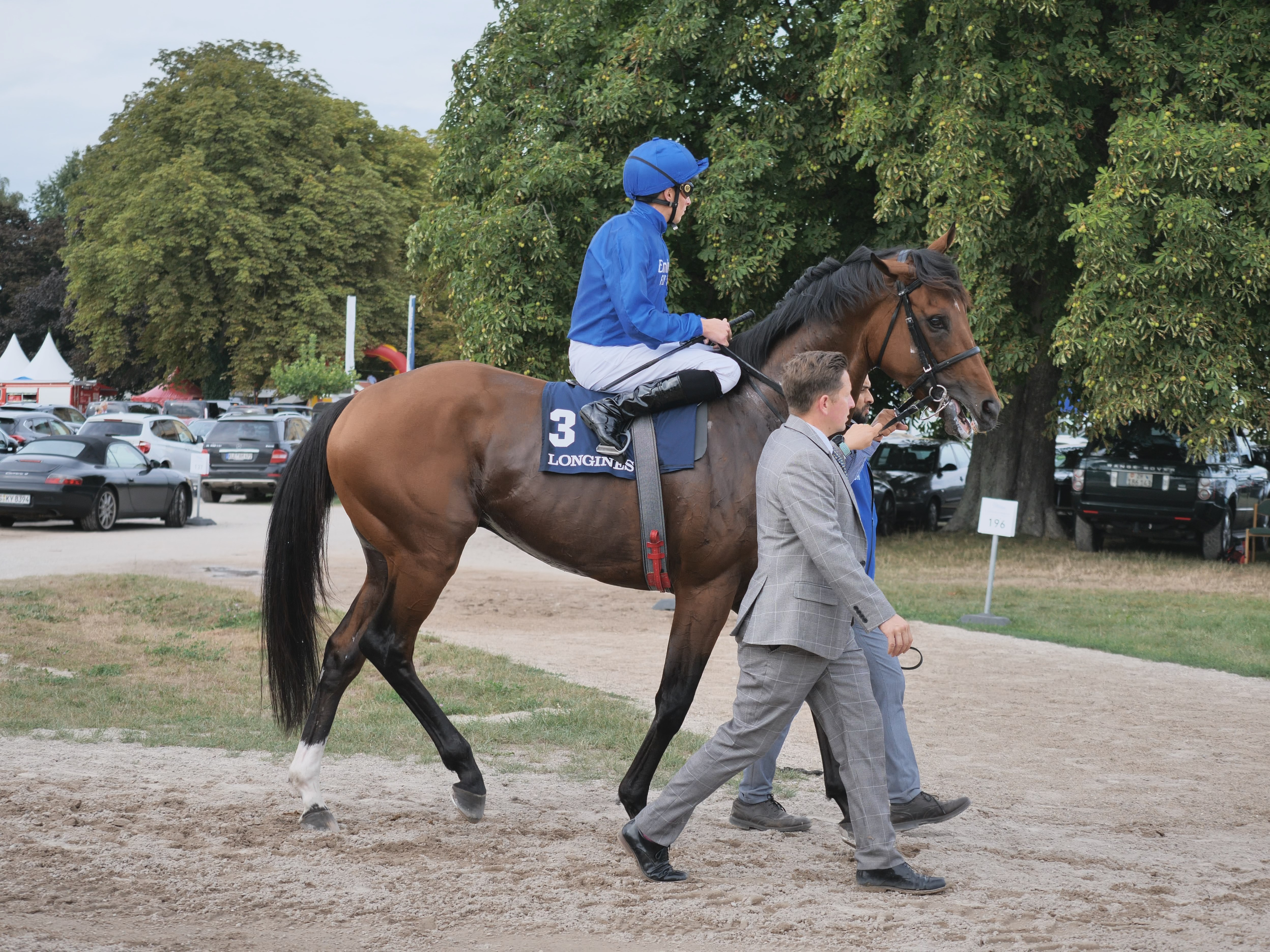
Ghaiyyath

## Principales victoires
Royaume-Uni
- Derby d'Epsom – 2 – Masar (2018), Adayar (2021)
- Oaks d'Epsom – 2 – Moonshell (1995), Kazzia (2002)
- 1000 Guineas – 5 – Cape Verdi (1998), Kazzia (2002), Blue Bunting (2011), Mawj (2023), Desert Flower (2025)
- 2000 Guineas – 6 – Mark of Esteem (1996), Island Sands (1999), Dawn Approach (2013), Coroebus (2022), Notable Speech (2024), Ruling Court (2025)
- St. Leger Stakes – 6 – Classic Cliché (1995), Nedawi (1998), Mutafaweq (1999), Rule of Law (2004), Mastery (2009), Encke (2012), Hurricane Lane (2021)
- King George VI and Queen Elizabeth Diamond Stakes – 5 – Swain (1997, 1998), Daylami (1999), Doyen (2004), Adayar (2021)
- Queen Anne Stakes – 8 – Charnwood Forest (1996), Allied Forces (1997), Intikhab (1998), Cape Cross (1999), Dubai Destination (2003), Refuse to Bend (2004), Ramonti (2007), Ribchester (2017)
- Lockinge Stakes – 8 – Cape Cross (1998), Fly to the Stars (1999), Aljabr (2000), Farhh (2013), Night of Thunder (2015), Belardo (2016), Ribchester (2017), Modern Games (2023)
- Eclipse Stakes – 6 – Halling (1995, 1996), Daylami (1998), Refuse to Bend (2004), Hawkbill (2016), Ghaiyyath (2020)
- Prince of Wales's Stakes – 6 – Faithful Son (1998), Dubai Millennium (2000), Fantastic Light (2001), Grandera (2002), Rewilding (2011), Ombudsman (2025)
- Ascot Gold Cup – 6 – Classic Cliché (1996), Kayf Tara (1998, 2000), Papineau (2004), Colour Vision (2012), Trawlerman (2025)
- Queen Elizabeth II Stakes – 5 – Mark of Esteem (1996), Dubai Millennium (1999), Summoner (2001), Ramonti (2007), Poet's Voice (2010)
- International Stakes – 5 – Halling (1995, 1996), Sakhee (2001), Sulamani (2004), Ghaiyyath (2020)
- Sussex Stakes – 4 – Aljabr (1999), Noverre (2001), Ramonti (2007), Notable Speech (2024)
- Fillies' Mile – 4 – White Moonstone (2010), Lyric of Light (2011), Certify (2012), Desert Flower (2024)
- Dewhurst Stakes – 4 – Dawn Approach (2012), Pinatubo (2019), Native Trail (2021), Shadow of Light (2024)
- St. James's Palace Stakes – 3 – Shamardal (2005), Dawn Approach (2013), Barney Roy (2017)
- Coronation Cup – 3 – Daylami (1999), Mutafaweq (2001), Ghaiyyath (2020)
- Platinum Jubilee Stakes – 3 – So Factual (1995), Blue Point (2019), Naval Crown (2022)
- Futurity Trophy – 3 – Medaaly (1996), Ibn Khaldun (2007), Ancient Wisdom (2023)
- Middle Park Stakes – 3 – Charming Tought (2014), Earthlight (2019), Shadow of Light (2024)
- Yorkshire Oaks – 2 – Punctilious (2005), Blue Bunting (2011)
- Haydock Sprint Cup – 2 – Diktat (1999), Harry Angel (2017)
- Nassau Stakes – 2 – Zahrat Dubai (1999), Wild Illusion (2018)
- King's Stand Stakes – 2 – Blue Point (2018, 2019)
- Champion Stakes – 1 – Farhh (2013)
- Nunthorpe Stakes – 1 – So Factual (1995)
- Sun Chariot Stakes – 1 – Echoes in Eternity (2003)
- July Cup – 1 – Harry Angel (2017)
- British Champions Sprint Stakes – 1 – Creative Force (2021)
- Falmouth Stakes – 1 – Cinderella's Dream (2025)

 Irlande
- Irish Derby – 2 – Jack Hobbs (2015), Hurricane Lane (2021)
- Irish 2000 Guineas Stakes – 3 – Bachir (2000), Dubawi (2005), Native Trail (2022)
- Irish Oaks – 1 – Blue Bunting (2011)
- Irish Champion Stakes – 4 – Swain (1998), Daylami (1999), Fantastic Light (2001), Grandera (2002)
- Vincent O'Brien National Stakes – 5 – Dubawi (2004), Dawn Approach (2012), Quorto (2018), Pinatubo (2019), Native Trail (2021)
- St. Leger irlandais – 2 – Kayf Tara (1998, 1999)
- Tattersalls Gold Cup – 2 – Daylami (1998), Fantastic Light (2001)
- Pretty Polly Stakes – 1 – Flagbird (1995)

 France
- Prix de l'Arc de Triomphe – 2 – Sakhee (2001), Marienbard (2002)
- Prix du Jockey Club – 1 – Shamardal (2005)
- Poule d'Essai des Poulains – 5 – Vettori (1995), Bachir (2000), Shamardal (2005), Victor Ludorum (2020), Modern Games (2022)
- Poule d'Essai des Poulains – 1 – Castle Lady (2019)
- Prix Jacques Le Marois – 5 – Dubai Millennium (1999), Muhtathir (2000), Dubawi (2005), Librettist (2006), Ribchester (2016)
- Prix Jean-Luc Lagardère – 4 – Rio de la Plata (2007), Ultra (2015), Royal Marine (2018), Victor Ludorum (2019)
- Prix Jean Prat – 4 – Almutawakel (1998), Territories (2015), Thunder Snow (2017), Pinatubo (2020)
- Prix du Moulin de Longchamp – 4 – Slickly (2001), Librettist (2006), Ribchester (2017), Tribalist (2024)
- Prix d'Ispahan – 2 – Halling (1996), Best of the Bests (2002)
- Critérium de Saint-Cloud – 2 – Passion for Gold (2009), Mandaean (2011)
- Prix Ganay – 2 – Cutlass Bay (2010), Cloth of Stars (2017)
- Prix Saint-Alary – 2 – Wavering (2011), Sobetsu (2017)
- Prix Marcel Boussac – 2 – Wuheida (2016), Wild Illusion (2017)
- Prix Vermeille – 2 – Mezzo Soprano (2003), Kitesurf (2018)
- Critérium International – 2 – Thunder Snow (2016), Royal Meeting (2018)
- Prix Maurice de Gheest – 2 – Diktat (1999), Space Blues (2020)
- Prix de la Forêt – 2 – Caradak (2006), Space Blues (2021)
- Prix de la Salamandre – 1 – Aljabr (1998)
- Prix Royal Oak – 1 – Be Fabulous (2011)
- Prix de l'Opéra – 1 – Wild Illusion (2018)
- Prix Morny – 1 – Earthlight (2019)
- Grand Prix de Paris – 1 – Hurricane Lane (2021)

 États-Unis
- Kentucky Derby – 1 – Sovereignty (2025)
- Preakness Stakes – 1 – Bernardini (2006)
- Belmont Stakes – 2 – Essential Quality (2021), Sovereignty (2025)
- Kentucky Oaks – 2 – Pretty Mischievous (2023), Good Cheer (2025)
- Breeders' Cup Turf – 5 – Daylami (1999), Fantastic Light (2001), Talismanic (2017), Yibir (2021), Rebel's Romance (2022)
- Breeders' Cup Juvenile Turf – 3 – Outstrip (2013), Line of Duty (2018), Modern Games (2021)
- Breeders' Cup Mile – 3 – Space Blues (2021), Modern Games (2022), Master of The Seas (2023)
- Breeders' Cup Juvenile – 2 – Vale of York (2009), Essential Quality (2020)
- Breeders' Cup Juvenile Fillies – 2 – Tempera (2001), Immersive (2024)
- Breeders' Cup Filly, Mare Turf – 1 – Wuheida (2017)
- Breeders' Cup Juvenile Turf Sprint – 1 – Mischief Magic (2022)
- Breeders' Cup Dirt Mile  2 – Cody's Wish (2022, 2023)
- Arlington Million – 3 – Sulamani (2003), Santin (2022), Nations Pride (2024)
- Coaching Club American Oaks – 3 – Jilbab (2002), It's Tricky (2011), Wet Paint (2023)
- Man O' War Stakes – 2 – Daylami (1998), Fantastic Light (2000)
- Breeders' Futurity Stakes – 2 – Maxfield (2019), Essential Quality (2020)
- Travers Stakes – 2 – Alpha (2012), Essential Quality (2021)
- Metropolitan Handicap – 2 – Frosted (2016), Cody's Wish (2023)
- Acorn Stakes – 2 – Matareya (2022), Pretty Mischievous (2023)
- San Juan Capistrano Handicap – 1 – Red Bishop (1995)
- Beldame Stakes – 1 – Imperial Gesture (2002)
- Flower Bowl Invitational Stakes – 1 – Kazzia (2002)
- Gazelle Handicap – 1 – Imperial Gesture (2002)
- Stephen Foster Handicap – 1 – Street Cry (2002)
- Joe Hirsch Turf Classic Stakes – 1 – Sulamani (2003)
- Beverly D. Stakes – 1 – Crimson Palace (2004)
- Ruffian Handicap – 1 – Stellar Jayne (2005)
- Cigar Mile Handicap – 1 – Discreet Cat (2006)
- Ogden Phipps Handicap – 1 – It's Tricky (2012)
- Woodward Stakes – 1 – Alpha (2013)
- Wood Memorial Stakes – 1 – Frosted (2015)
- Whitney Stakes – 1 – Frosted (2016)
- Jenny Wiley Stakes – 1 – Dickinson (2017)
- Just A Game Stakes – 1 – Althiqa (2021)
- Jockey Club Derby Invitational – 1 – Yibir (2021)
- Forego Stakes – 1 – Cody's Wish (2022)
- Turf Classic Stakes – 1 – Santin (2022)
- Churchill Downs Stakes – 1 – Cody's Wish (2023)
- Derby City Distaff Stakes – 1 – Matareya (2023)
- Queen Elizabeth II Challenge Cup – 1 – Mawj (2023)
- Maker's Mark Mile Stakes – 1 – Master of The Seas (2024)
- Manhattan Stakes – 1 – Measured Time (2024)
- Belmont Oaks Invitational – 1 – Cinderella's Dream (2024)
- Jockey Club Gold Cup – 1 – Highlands Falls (2024)
- Spinaway Stakes – 1 – Immersive (2024)
- Alcibiades Stakes – 1 – Immersive (2024)
- Sword Dancer Stakes – 1 – El Cordobes (2025)

 Allemagne
- Derby Allemand – 1 – Buzzword (2010)
- Grand Prix de Berlin – 6 – Mutafaweq (2000), Marienbard (2002), Campanologist (2010), Best Solution (2018), Rebel's Romance (2022, 2025)
- Grand Prix de Baden – 5 – Marienbard (2002), Mamool (2003), Best Solution (2018), Ghaiyyath (2019), Barney Roy (2020)
- Preis von Europa – 5 – Kutub (2001), Mamool (2003), Campanologist (2011), Rebel's Romance (2022, 2024)
- Bayerisches Zuchtrennen – 5 – Kutub (2001), Benbatl (2018), Barney Roy (2020), Nations Pride (2023), Tornado Alert (2025)
- Rheinland-Pokal – 2 – Cherry Mix (2006), Campanologist (2010)

 Canada
- Canadian International Stakes – 4 – Mutafaweq (2000), Sulamani (2004), Walton Street (2021), Nations Pride (2023)
- E.P. Taylor Stakes – 1 – Folk Opera (2008)
- Natalma Stakes – 2 – La Pelosa (2018), Wild Beauty (2021)
- Summer Stakes – 2 – Albahr (2021), Mysterious Night (2022)
- Woodbine Mile – 2 – Modern Games (2022), Master of The Seas (2023)
- Northern Dancer Turf Stakes – 1 – Old Persian (2019)

 Émirats arabes unis
- Dubaï World Cup – 10 – Almutawakel (1999), Dubai Millennium (2000), Street Cry (2002), Moon Ballad (2003), Electrocutionist (2006), Monterosso (2012), African Story (2014), Thunder Snow (2018, 2019), Mystic Guide (2021)
- Dubaï Sheema Classic – 7 – Stowaway (1998), Sulamani (2003), Rewilding (2011), Jack Hobbs (2017), Hawkbill (2018), Old Persian (2019), Rebel's Romance (2024)
- Dubaï Turf – 6 – Tamayaz (1997), Annus Mirabilis (1998), Altibr (1999), Rhythm Band (2000), Sajjhaa (2013), Benbatl (2018)
- Dubaï Golden Shaheen – 1 – Kassbaan (1996)
- Jebel Hatta – 4 – Sajjhaa (2013), Blairhouse (2018), Dream Castle (2019), Measured Time (2024)
- Al Quoz Sprint – 2 – Jungle Cat (2018), Blue Point (2019)
- Al Maktoum Challenge R3 – 1 – Hunter's Light (2013)

 Hong Kong
- Hong Kong Cup – 2 – Fantastic Light (2000), Ramonti (2007)
- Hong Kong Mile – 1 – Firebreak (2004)
- Hong Kong Vase – 1 – Mastery (2010)
- Queen Elizabeth II Cup – 1 – Overbury (1996)
- Champions & Chater Cup – 1 – Rebel's Romance (2024)

 Italie
- Derby Italien – 2 – Central Park (1998), Mukhalif (1999)
- Prix Vittorio Di Capua – 6 – Muhtathir (1999), Slickly (2001, 2002), Ancient World (2004), Gladiatorus (2009), Rio de la Plata (2010)
- Prix de Rome – 3 – Cherry Mix (2006), Rio de la Plata (2010), Hunter's Light (2013)
- Grand Prix du Jockey Club et Coupe d'Or – 2 – Kutub (2001), Cherry Mix (2005)
- Prix Lydia Tesio – 2 – Najah (2001), Dubai Surprise (2005)
- Prix Président de la République – 2 – Flagbird (1995), Central Park (1999)
- Grand Prix de Milan – 1 – Leadership (2003)

 Japon
- Yasuda Kinen – 1 – Heart Lake (1995)
- Takamatsunomiya Kinen – 1 – Fine Needle (2018)
- Sprinters Stakes – 2 – Fine Needle (2018), Tower of London (2019)

 Singapour
- Singapore Cup – 1 – Grandera (2002)

 Australie
- Melbourne Cup – 1 – Cross Counter (2018)
- Cox Plate – 1 – Anamoe (2022)
- Golden Rose Stakes – 3 – Astern (2016), Bivouac (2019), Broadsiding (2024)
- VRC Queen Elizabeth Stakes – 2 – Hatha Anna (2001), Fantastic Love (2004)
- Caulfield Cup – 2 – All the Good (2008), Best Solution (2018)
- Epsom Handicap – 2 – Hauraki (2016), Hartnell (2018)
- Doncaster Mile – 2 – It's Somewhat (2017), Cascadian (2021)
- Caufield Stakes – 2 – Benbatl (2018), Anamoe (2022)
- AJC's Sires' Produce Stakes – 2 – Microphone (2019), Anamoe (2021)
- Rosehill Guineas – 2 – Anamoe (2022), Broadsiding (2025)
- Zipping Classic – 1 – Beautiful Romance (2016)
- Canterbury Stakes – 1 – Holler (2016)
- Turnbull Stakes – 1 – Hartnell (2016)
- Sydney Cup – 1 – Polarisation (2017)
- Stardbroke Handicap – 1 – Impending (2017)
- C.F. Orr Stakes – 1 – Hartnell (2018)
- Randwick Guineas – 1 – Kementari (2018)
- Flight Stakes – 1 – Alizee (2018)
- Legacy Stakes – 1 – Alizee (2018)
- Kingsford-Smith Cup – 1 – Impending (2018)
- Caulfield Invitation Stakes – 1 – Jungle Cat (2018)
- Sir Rupert Clarke Stakes – 1 – Jungle Cat (2018)
- Kingsford-Smith Cup – 1 – Impending (2018)
- Cantala Stakes (Kennedy Mile – 1 – Best of Days (2018)
- Tancred Stakes – 1 – Avilius (2019)
- Futurity Stakes – 1 – Alizee (2019)
- Blue Diamond Stakes – 1 – Lyre (2019)
- Ranvet Stakes – 1 – Avilius (2019)
- Golden Slipper – 1 – Kiamichi (2019)
- Colgate Optic White Stakes – 1 – Avilius (2019)
- Caulfield Guineas – 1 – Anamoe (2021)
- Winx Stakes – 1 – Anamoe (2022)
- George Main Stakes – 1 – Anamoe (2022)
- All-Aged Stakes – 1 – Cascadian (2022)
- Coolmore Stud Stakes – 1 – In Secret (2022)
- Chipping Norton Stakes – 1 – Anamoe (2023)
- George Ryder Stakes – 1 – Anamoe (2023)
- Australian Cup – 1 – Cascadian (2023)
- Sprint Champion Stakes – 1 – Tom Kitten (2023)
- Champagne Stakes – 1 – Broadsiding (2024)
- J.J. Atkins Stakes – 1 – Broadsiding (2024)